# Îles Shiwaku
Les îles Shiwaku (塩飽諸島, Shiwakushotō) (ou Shiwakujima (塩飽島) forment un archipel dans la mer intérieure de Seto au Japon.
Les vingt-huit îles sont reparties entre les Préfectures d'Okayama et de Kagawa. La plupart des îles font partie du parc national de Setonaikai.

## Liste des îles Shiwaku
- Awashima 粟島
- Bentenjima 弁天島
- Budojima 歩渡島
- Hiroshima 広島
- Hitsuishijima 櫃石島
- Honjima 本島
- Iwakurojima 岩黒島
- Kamimashima 上真島
- Karashima 唐島
- Karasugojima 烏小島
- Kohadakajima 小裸島
- Koseijima 小瀬居島
- Koyoshima 小与島
- Mitsugojima 三つ子島
- Murokijima 室木島
- Nabeshima 鍋島
- Nagashima 長島
- Nizurajima 二面島
- Ōhadakajima 大裸島
- Oteshima 小手島
- Sanagishima 佐柳島
- Seijima 瀬居島
- Shamijima 沙弥島
- Shimomashima 下真島
- Shiraishi 白石
- Shishijima 志々島
- Takamijima 高見島
- Teshima 手島
- Ushijima 牛島
- Wasashima 羽佐島
- Yoshima 与島